# Bob Crewe
Robert Stanley Crewe, detto Bob (Newark, 12 novembre 1931 – Scarborough, 11 settembre 2014), è stato un cantautore e produttore discografico statunitense.
È noto per aver scritto vari successi di classifica per il gruppo The Four Seasons.
La sua carriera inizia negli anni cinquanta, componendo canzoni per una grande varietà di artisti. Ma è negli anni sessanta, quando incontra Bob Gaudio, che comincia a scrivere quelle canzoni che lo porteranno alla notorietà internazionale.
Tra le collaborazioni più note "Sherry" e Can't Take My Eyes Off You (brano inciso da Frankie Valli nel suo primo album da solista).
Dopo questa esperienza continua a comporre per altri artisti, scrivendo fra le altre Lady Marmalade con Kenny Nolan per Patti LaBelle nel 1974.